# フランスのスイス侵攻 (1798年)
フランスのスイス侵攻（フランスのスイスしんこう、ドイツ語: Franzoseneinfall）では、フランス革命戦争中の1798年1月から5月にかけて、フランス第一共和政の軍がスイスに侵攻して原スイス誓約同盟を崩壊させた戦争と、それに呼応して発生した「ヘルヴェティア革命」を中心とするスイスの内乱について述べる。近世スイスのカントン連邦体制は解体され、代わって中央集権的なヘルヴェティア共和国がフランスの姉妹共和国として成立した。

## 背景
1798年まで、現在のヴォー州にあたる地域はベルン州の一部であり、従属的な地位に置かれていた。ヴォー住民の大部分を占めるフランス語話者は、ドイツ語話者が主導権を握るベルンのもとで抑圧されていると感じていた。彼らの中から、フレデリック＝セザール・ド・ラ・アルプのようにヴォーの独立を求める者が現れた。1795年、ラ・アルプは同胞たちにベルンの貴族たちに対する蜂起を呼びかけたが無視され、革命フランスに亡命して活動を続けることになった。
1797年、北イタリアを征服してチザルピーナ共和国を建設したばかりのフランスの将軍ナポレオン・ボナパルトが、スイスを占領するよう総裁政府に圧力をかけた。その主目的は、アルプス山脈の峠道を越える北イタリアへの補給路を確保することで、副次目標としてスイスそのものの軍事的価値も注目されていた。政治的・社会的な内部混乱にあった原スイス誓約同盟は、フランスと交渉することも抵抗運動を組織することもできなかった。1797年9月にはフランスでフリュクティドール18日のクーデターが発生し、総裁の一人でスイスの独立維持に好意的だったフランソワ・ド・バルテルミーが失脚したことで、スイスはますます苦境に立たされることになった。

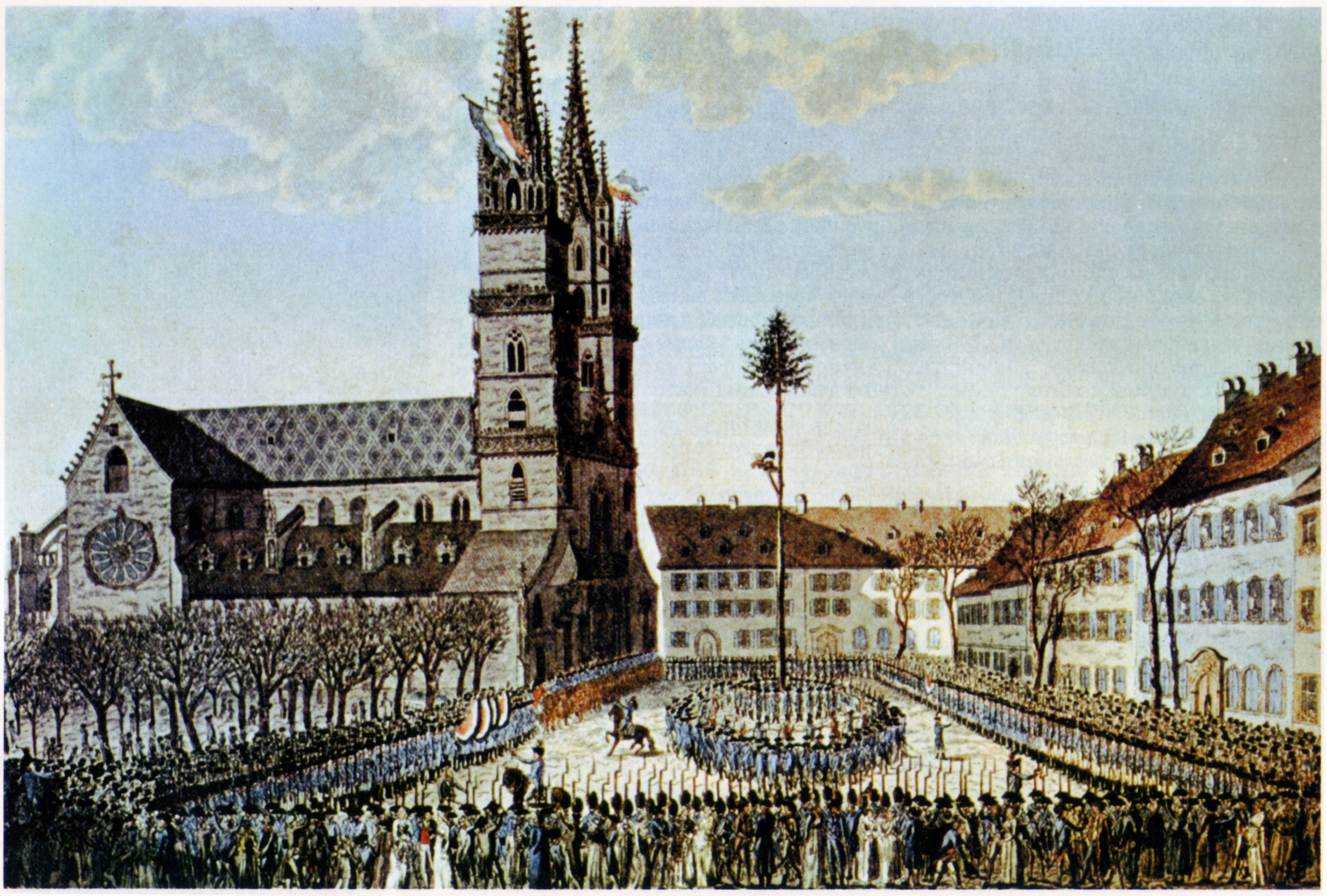
バーゼルで立てられた「自由の木」。他の地域でも、これに倣って革命と自由・解放を象徴する木が立てられた。

1797年10月10日、三同盟の属領だったヴェルテッリーナ、キアヴェンナ、ボルミオがフランスの支援を受けて原スイス誓約同盟に反旗を翻し、チザルピーナ共和国に合流した。12月、フランスがバーゼル司教領南部を占領し、併合した。その後まもなく、ジュネーヴ付近に10,000人のフランス兵が集結した。こうした状況を受けてスイス内部の状況は急変し、革命がフランスの直接軍事介入の有無にかかわらずスイス全体に広まることを、親フランス派は望み、反フランス派は恐れた。フランスはスイスの従属地域の地方エリートが抱いている不満を煽り、カントンの市民を啓蒙して革命熱を刺激した。
1798年1月17日、バーゼル州のリースタルで革命派の反乱が起き、いわゆるヘルヴェティア革命が始まった。反乱軍は法の下の平等を要求し、1月23日には「自由の木」を打ち立て、代官の城を三城焼き払った。1月24日、ヴォーの都市エリートがレマン共和国 (République lémanique)の建国を宣言し、中心となったローザンヌを政府所在地に定めた。2月から4月にかけて、スイスではヴォーの例に倣って無数の都市やカントン、属領で蜂起が起き、40以上の短命な共和国が乱立した。

## フランスの侵攻
1月28日、レマン共和国の招請により、フィリップ・ロマン・メナード将軍率いる12,000人のフランス軍がヴォーに侵攻した。直前の1月25日には、ヴォーのティエランでフランスユサール2人がスイス兵に殺害される事件が起きており、これも侵攻の端緒となっていた。フランス軍は抵抗を受けずにヴォーを占領した。旧支配者であるベルンの軍勢はムルテンやフリブールへ撤退したため、ヴォーの住民はフランス軍を歓呼で迎えた。続いてアレクシス・バルタザール・アンリ・シャウエンブルク率いるフランス軍第二陣が旧バーゼル司教領のモン＝テリブルから侵攻し、ベルン政府に親フランス革命派へ政権を譲るよう要求した。ベルンが要求を拒絶したことを口実としてフランスは戦端を開いた。 ベルンのカール・ルートヴィヒ・フォン・エーラッハ元帥が全スイス軍の総司令官に任じられ、対するフランス軍はギヨーム・ブリューヌ将軍が総指揮を執ることになった。

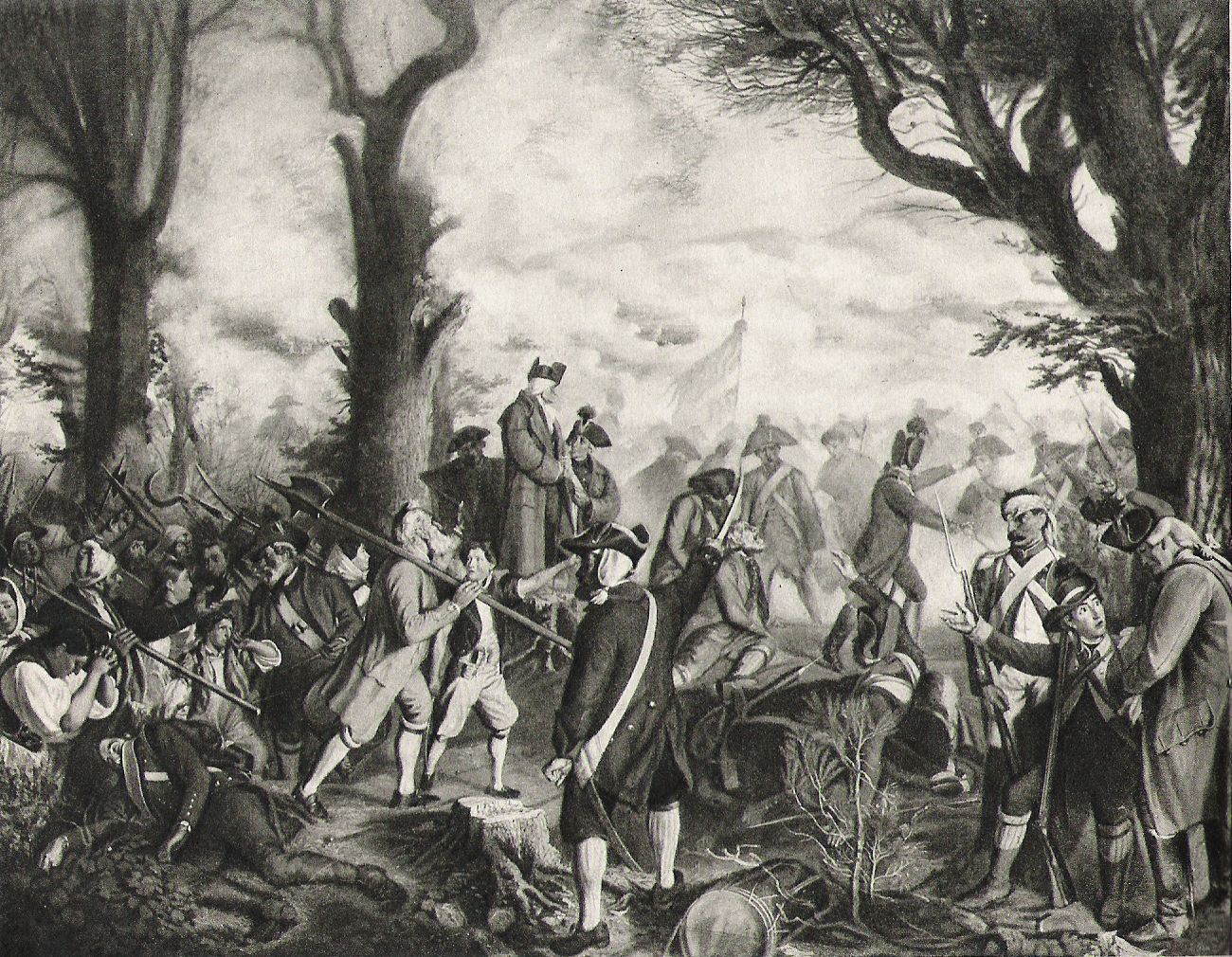
『古きベルン最後の日々』。グラウホルツの戦いを描いたフリードリヒ・ヴァルトハルトの作品

3月1日、戦闘が始まった。翌日にはレングナウ付近、グレンヘン、ルーヘルの森で戦闘が起き、ソロトゥルン州が降伏した。3月4日、ベルン政府は総辞職したが、軍はフランス軍への抵抗をつづけた。しかし翌5日、ベルン軍はフラウブルンネンで敗北を喫した。同日、フランス軍はグラウホルツの戦いで決定的勝利をおさめ、ヴォーのベルンからの離脱を決定づけた。そのままシャウエンブルクは、新たにベルン政府首班に任命されていた親フランス派の指導者カール・アルブレヒト・フォン・フリッシンクからの降伏を受け入れた。スイス軍のエーラッハは抵抗継続を志してグラウホルツから撤退する途中で、彼を裏切り者と誤解した味方兵によりヴィッヒトラッハ付近で暗殺された。一方で同日、ノイエネックでスイス軍が勝利を収めた。これによりムルテンやフライスブルクから北上してくるフランス軍は足止めされたが、戦争の大勢には影響しなかった。戦争を通じてベルン側は700人の戦死者を出した。フランス軍の被害は不明である。
ベルンが降伏したことを受けて、属領が独立し共和国を名乗る運動がさらにスイス中で激化した。しかしフランス総裁政府は、フランス東方国境に何十もの小共和国が乱立するよりも、単一の共和政府がスイスに成立することを望んだ。そこで、すべての地方自治体の平等を確認したうえでの統一政府（再）樹立が図られた。パリでは、すでにピエール・オクスの手により新憲法の草案が書き上げられ、総裁政府の承認を得ていた。スイスの諸反乱勢力の多くはこれをそのまま受け入れるのを嫌い、バーゼルで開かれた「国民公会」で修正版が承認され、スイス各地に受け入れられた。しかしフランス政府は、元のオクス版憲法の適用を強制した。またブリューヌがスイスを三つの共和国 (Tellgovie、Hélvetie、Rhodanie)に分割する案を3月16日と19日に提出していたが、これも却下された。

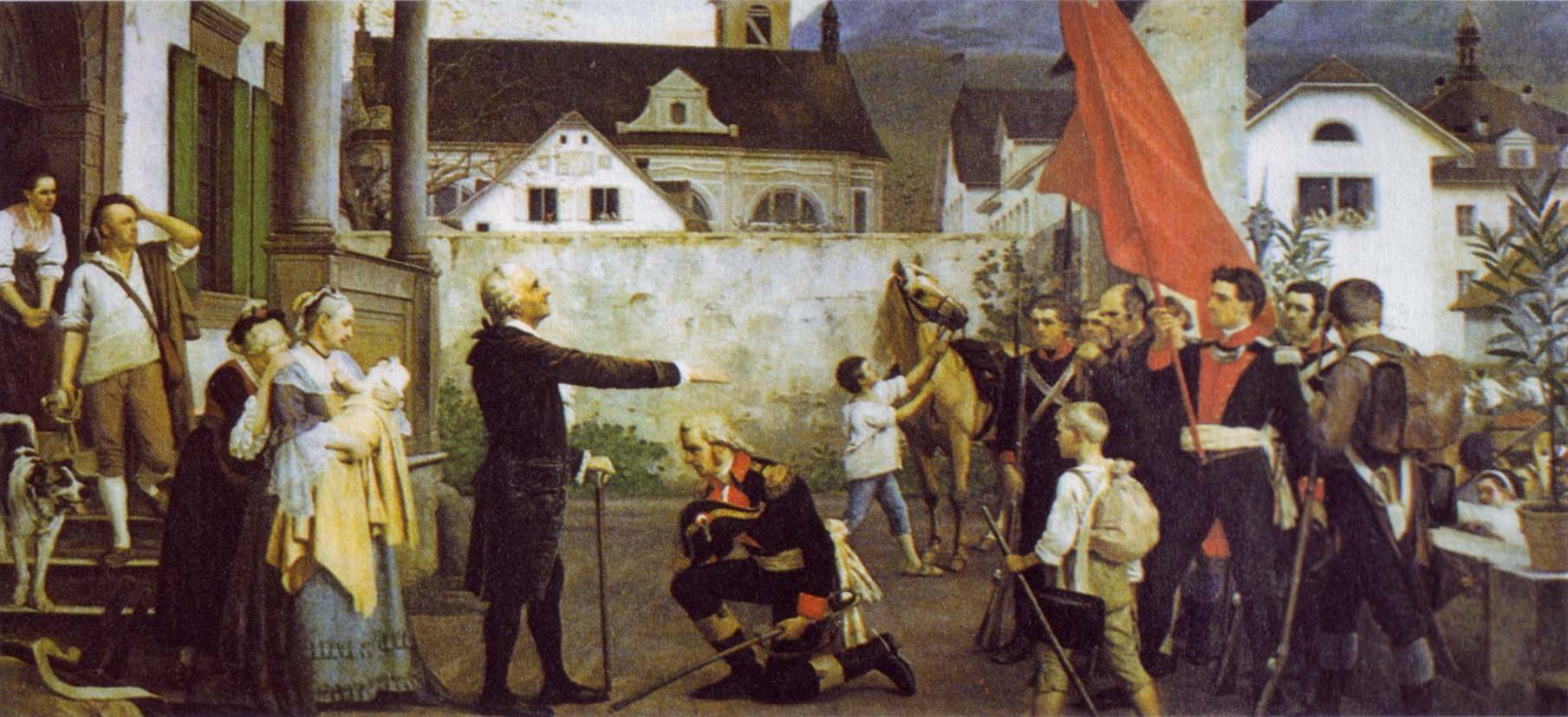
「フランスとの戦いへ赴く前に父から祝福を受けるアロイス・フォン・レディンク」アウグスト・ヴェッケッサー画

4月12日、各州代表議員121人が、革命フランスの姉妹共和国としてのヘルヴェティア共和国建国を宣言した。新体制は各州（カントン）の主権と封建制を廃止し、フランス革命に倣った単一国家を志向した。しかし、スイス中部の三州（シュヴィーツ州、ニトヴァルデン準州、ウーリ州）はヘルヴェティア憲法の施行を拒絶し、シュヴィーツ州知事アロイス・フォン・レディンクを長として10,000人の反乱軍が組織された。反乱軍は、ナップ山からラッパースヴィルまで伸びきっていたフランス・ヘルヴェティアの防衛線を引き裂いた。ルツェレンを制圧したレディンクはブリュニヒ峠を越えてベルナー・オーバーラントに侵入した。しかしシャウエンブルクは逆にチューリヒからツーク、ルツェレン、サッテル峠を通ってシュヴィーツへ逆侵攻した。ツーク州とルツェルン州はフランス軍の前に降伏し、ラッパースヴィルが占領されヴォルララウ付近の戦闘で反乱軍が敗れると グラールス州も降伏した。レディンクの軍勢はシンデレジの戦いで敗北して撤退を余儀なくされ、ローテンツルムの戦いでは勝利したものの、形成を覆すことはできなかった。5月4日、シュヴィーツのランツゲマインデは戦闘継続断念を決議した。しかしスイス中部の抵抗ぶりに感心したフランス当局は、反乱軍に緩い条件下での降伏を認め、武装放棄を要求しなかった。
フランスのスイス侵攻を通して最後の戦いとなったのが、上ヴァレーで発生した反乱である。この反乱は当初は順調に進んだものの、最終的に5月下旬に鎮圧された。またしばらく時を置いた9月にはニトヴァルデンで反乱がおきたが、シャウエンブルクに鎮圧された。この時は双方それぞれ約100人の戦死者を出し、市民300人が虐殺された。

## その後
このフランスによるスイス侵攻は、1797年10月18日にカンポ・フォルミオ条約が結ばれ第一次対仏大同盟が解消された後に起きた事態であった。フランス革命以来中立を保っていたスイスがフランスに侵略され支配下に入ったことは、1798年12月に第二次対仏大同盟が結成される一因となった。また第二次対仏大同盟戦争中、オーストリアとロシアはフランスに対抗して、1799年と1800年の二度にわたりイタリア・スイス遠征を行うことになる。
戦争を通じて、スイスは全土にわたり戦火やフランス軍の収奪により荒廃した。フランス軍はアインジーデルン修道院などで略奪を行い、各地のゲマインデや個人に兵糧を供出させたりした。そのため、スイスでは反フランス、反ヘルヴェティア共和国感情が高まった。またフランスはヘルヴェティア共和国に対しても、強制的な貸付を行ったり資金供出を強要したりした。ベルンやチューリヒで略奪された財宝も含めると3000万リーブルが集められた。フランスの歴史家によれば、これらはナポレオン・ボナパルトのエジプト遠征の財源にあてられた。

## 戦闘一覧

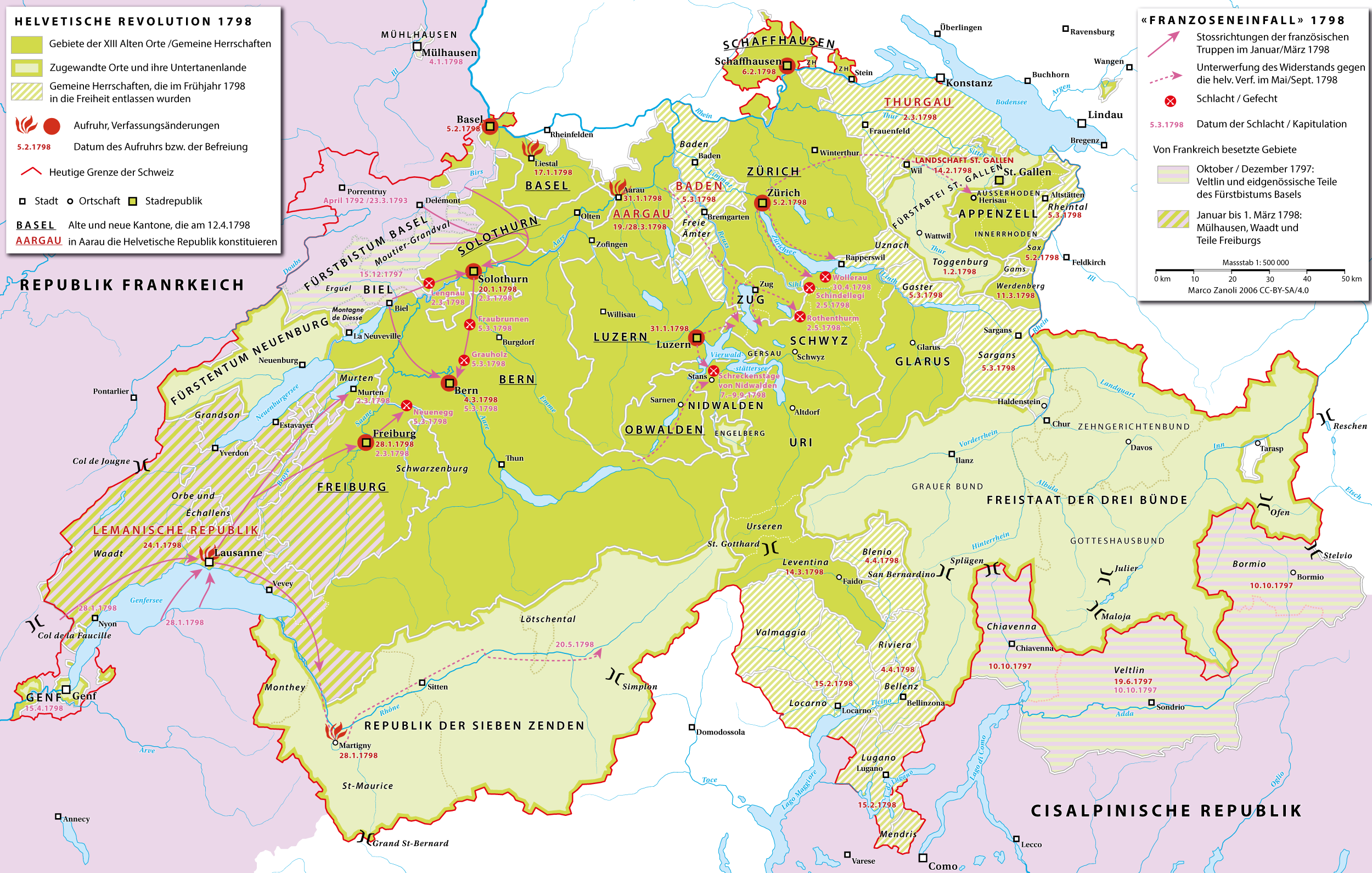
フランスのスイス侵攻とヘルヴェティア革命関連地図

| 日付           | 戦闘                             | 戦場                     | 陣営・結果                     |
| -------------- | -------------------------------- | ------------------------ | ------------------------------ |
| 1798年3月2日   | レングナウの戦い                 | レングナウ               | フランス対ベルン               |
| 1798年3月2日   | トヴァンの戦い                   | トヴァン                 | フランス対ベルン               |
| 1798年3月2日   | グレンヒェン・ベルラッハの戦い   | グレンヒェン, ベルラッハ | フランスがゾロトゥルンに勝利   |
| 1798年3月3日   | クロワ峠の戦い                   | クロワ峠 (ジュラ州)      | フランス対ベルン               |
| 1798年3月5日   | クロワ峠の戦い                   | クロワ峠 (ヴォー州)      | フランスがベルンに勝利         |
| 1798年3月5日   | ザンクト・ニクラウスの戦い       | メルツリゲン             | フランス対ベルン               |
| 1798年3月5日   | フラウブルンネンの戦い           | フラウブルンネン         | フランスがベルンに勝利         |
| 1798年3月5日   | グラウホルツの戦い               | シェーンビュール         | フランスがベルンに勝利         |
| 1798年3月5日   | ノイエネックの戦い               | ノイエネック             | ベルンがフランスに勝利         |
| 1798年4月26日  | ヘクグリンゲンの戦い             | ヘクグリンゲン           | フランスがツークに勝利         |
| 1798年4月30日  | ヴォルララウの戦い               | ヴォルララウ             | フランスがシュヴィーツに勝利   |
| 1798年5月1日   | ストゥッケテン＝ヒェッペリの戦い | バインヴィル             | フランス対ゾロトゥルン         |
| 1798年5月2日   | シンデレジの戦い                 | フロイジスベルク         | フランスがシュヴィーツに勝利   |
| 1798年5月2/3日 | ローテンツルムの戦い             | ローテンツルム           | シュヴィーツがフランスに勝利   |
| 1798年5月17日  | 第一次プフィンの戦い             | シオン                   | フランスが上ヴァレーに勝利     |
| 1798年9月7-9日 | ニトヴァルデン蜂起               | ニトヴァルデン           | フランスがニトヴァルデンに勝利 |